# (6282) Edwelda
(6282) Edwelda (1980 TS4) – planetoida z pasa głównego asteroid okrążająca Słońce w ciągu 3,52 lat w średniej odległości 2,31 j.a. Odkryta 9 października 1980 roku.
Nazwana na cześć małżeństwa amatorskich astronomów Imeldy Joson i Edwina Aguirre, którzy sfotografowali między innymi planetoidę 2008 TC3.